# Stati dell'Impero tedesco
Gli Stati dell'Impero tedesco erano in origine di 27, e successivamente (a partire dal 1876) 26 stati costituenti, il più grande dei quali era la Prussia. Questi stati, o Staaten (o Bundesstaaten, ossia Stato federale, un nome che deriva dalla precedente Confederazione Tedesca del Nord; diventarono noti come Länder durante la Repubblica di Weimar) ognuno aveva voti nel Bundesrat, che dava loro rappresentanza a livello federale.
Parecchi di questi Stati avevano ottenuto la sovranità dopo la dissoluzione del Sacro Romano Impero. Altri furono creati come Stati sovrani dopo il Congresso di Vienna nel 1815. I territori non erano necessariamente contigui, come ad esempio la Baviera, o l'Oldenburg; molti esistevano in più parti (enclavi ed exclavi) a seguito di acquisizioni storiche o, in molti casi, per divisioni dinastiche.

## Regni

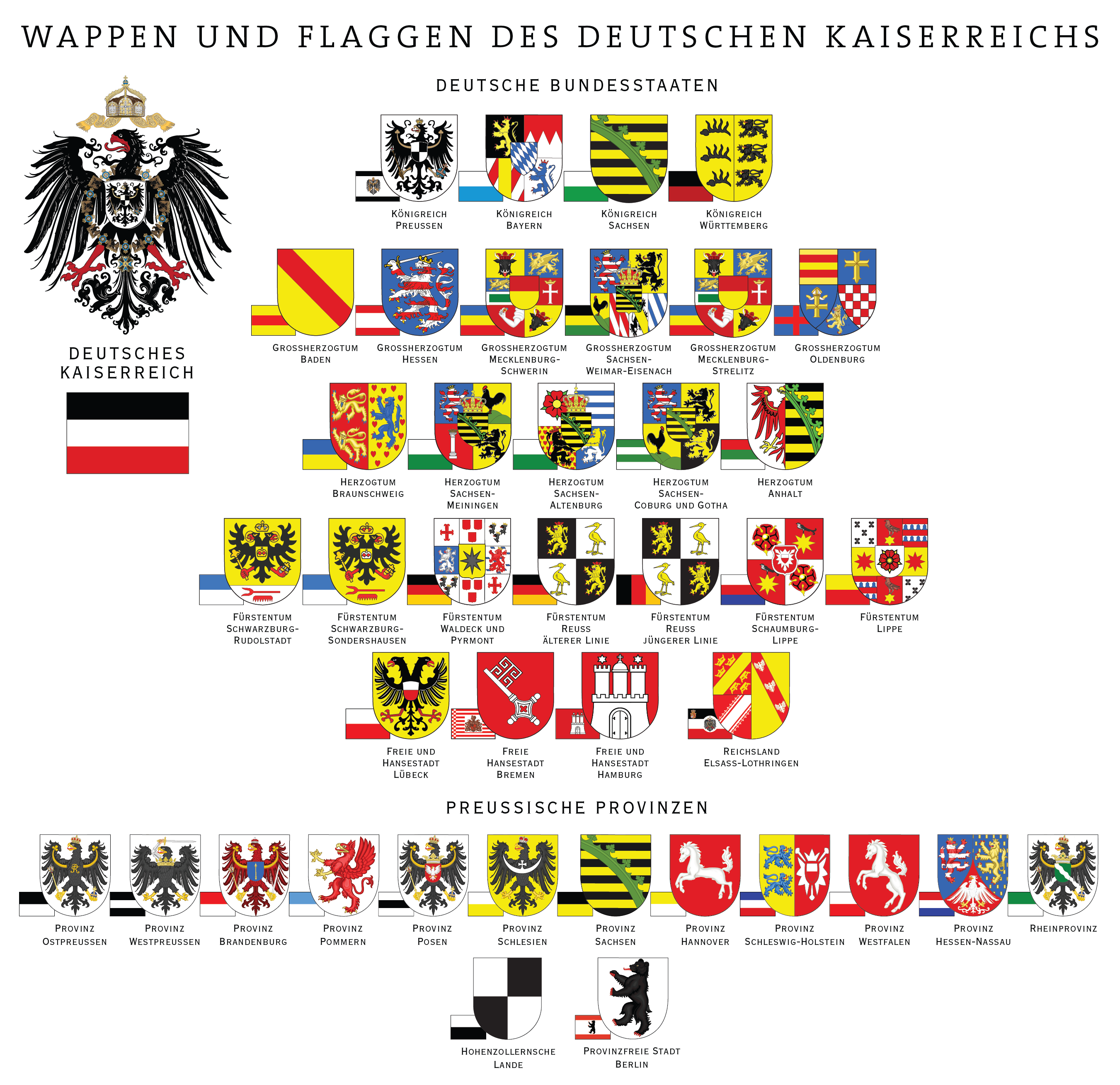
La bandiera e lo stemma di tutti gli Stati, il Territorio Imperiale di Alsazia-Lorena, e le province prussiane.

- Regno di Prussia (esso stesso suddiviso in province)
- Regno di Baviera
- Regno di Sassonia
- Regno di Württemberg

## Granducati
- Granducato di Baden
- Granducato d'Assia
- Granducato di Meclemburgo-Schwerin
- Granducato di Sassonia-Weimar-Eisenach (Granducato di Sassonia dal 1877)
- Granducato di Meclemburgo-Strelitz
- Granducato di Oldenburg

## Ducati
- Ducato di Brunswick
- Ducato di Sassonia-Altenburg
- Ducato di Sassonia-Meiningen
- Ducato di Sassonia-Coburgo-Gotha
- Ducato di Anhalt
- Ducato di Sassonia-Lauenburg (fino al 1876, poi fuso alla Prussia)

## Principati
- Principato di Schwarzburg-Sondershausen
- Principato di Schwarzburg-Rudolstadt
- Principato di Waldeck-Pyrmont
- Principato di Reuss-Greiz (linea maggiore)
- Principato di Reuss-Gera (linea minore)
- Principato di Schaumburg-Lippe
- Principato di Lippe

## Città libere e anseatiche
A differenza delle monarchie sopra citate, queste Città-Stato furono costituzionalmente organizzate come repubbliche.
- Città Libera e Anseatica di Lubecca
- Città Libera e Anseatica di Brema
- Città Libera e Anseatica di Amburgo

## Territorio Imperiale
Diverso da tutti gli altri stati costitutivi di cui sopra, questa regione, che comprendeva il territorio ceduto dalla Francia nel 1871, fu prima amministrata dal governo centrale, sviluppandosi in seguito in una repubblica di autonomia limitata, con un suo proprio parlamento nazionale eletto a partire dal 1912.
- Alsazia-Lorena